# Jonathan Bailey
Jonathan Stuart Bailey (ur. 25 kwietnia 1988 w Wallingford) – angielski aktor sceniczny, filmowy i telewizyjny, znany z ról dramatycznych, komediowych i musicalowych. Karierę rozpoczynał jako aktor dziecięcy współpracujący z Royal Shakespeare Company. Występował w filmach i serialach telewizyjnych, na wielkim ekranie debiutując w Pięciorgu dzieci i „czymś” (2004). Rozpoznawalność przyniosły mu seriale Broadchurch (2013–2015) i Crashing (2016). Przełomowe role zagrał w Bridgertonach (2020) i Towarzyszach podróży (2023), za które otrzymał Critics’ Choice Television Award i nominacje do nagrody Emmy. Za rolę Jamiego w Company (reż. Marianne Elliott) otrzymał Laurence Olivier Award.

## Życiorys
Urodził się 25 kwietnia 1988 w Wallingford, wraz z trójką starszych sióstr dorastając w Benson i Brightwell-cum-Sotwell. W późniejszym czasie stwierdził, że jego dzieciństwo było „współpracą czterech wspaniałych kobiet i ojca mającego niesamowitą etykę pracy”. W wieku pięciu lat został zabrany przez babcię do Londynu na Olivera!, po obejrzeniu którego postanowił zostać aktorem. Uczęszczał do prowadzonej przez Kościół anglikański Benson Primary School, a następnie The Oratory School, jednocześnie pobierając lekcje baletu. Otrzymał stypendium Magdalen College School w Oxfordzie, gdzie uczył się gry na pianinie i klarnecie. Kiedy w wieku piętnastu lat znalazł agenta postanowił nie iść na studia aktorskie, jak początkowo planował.

### Kariera aktorska
Na scenie po raz pierwszy wystąpił jako kropla deszczu w szkolnym przedstawieniu Arka Noego. Profesjonalną karierę aktorską rozpoczynał jako aktor dziecięcy współpracujący z Royal Shakespeare Company. W wieku siedmiu lat zadebiutował jako Mały Tim w Opowieści wigilijnej Charlesa Dickensa (Barbican Theatre), a rok później wcielił się w Gavroche’a w wystawianej na West Endzie inscenizacji Nędzników Victora Hugo. W 1995 roku po raz pierwszy wystąpił przed kamerą, grając gościnną rolę Williama Kilshawa w serialu telewizyjnym Bramwell (1995–1998). Na wielkim ekranie zadebiutował w 2004 roku w Pięciorgu dzieci i „czymś”, filmowej ekranizacji powieści Edith Nesbit. W teatrze grał m.in. w inscenizacjach dramatów Williama Shakespeare’a, w tym chociażby tytułową rolę w Ryszardzie II (2025).
W 2019 otrzymał Laurence Olivier Award dla najlepszego aktora drugoplanowego w musicalu za Company (Gielgud Theatre). W 2024 został nagrodzony Critics’ Choice Television Award jako najlepszy aktor drugoplanowy za miniserial dramatyczny Towarzysze podróży (2023), w tej samej kategorii zdobywając także Satelitę i nominację do Emmy. Nominowany również do Nagrody Gildii Aktorów Ekranowych – w 2021 za Bridgertonów (najlepszy występ zespołu aktorskiego) i w 2025 za Wicked (najlepszy aktor drugoplanowy, najlepszy zespół aktorski).

## Życie prywatne
Bailey mieszka w Hove w East Susseksie. Jest zapalonym rowerzystą, bierze udział w maratonach i triatlonach, interesuje się także paddleboardingiem i alpinizmem. W 2018 pieszo dotarł do bazy pod Mount Everestem, a w 2019 brał udział w charytatywnym National Three Peaks Challenge. Jest gejem. Angażuje się w inicjatywy na rzecz społeczności LGBT, w 2024 założył organizację The Shameless Fund zbierającą fundusze na „wsparcie osób queerowych z całego świata, żeby mogły swobodnie wyrażać siebie”.

## Filmografia

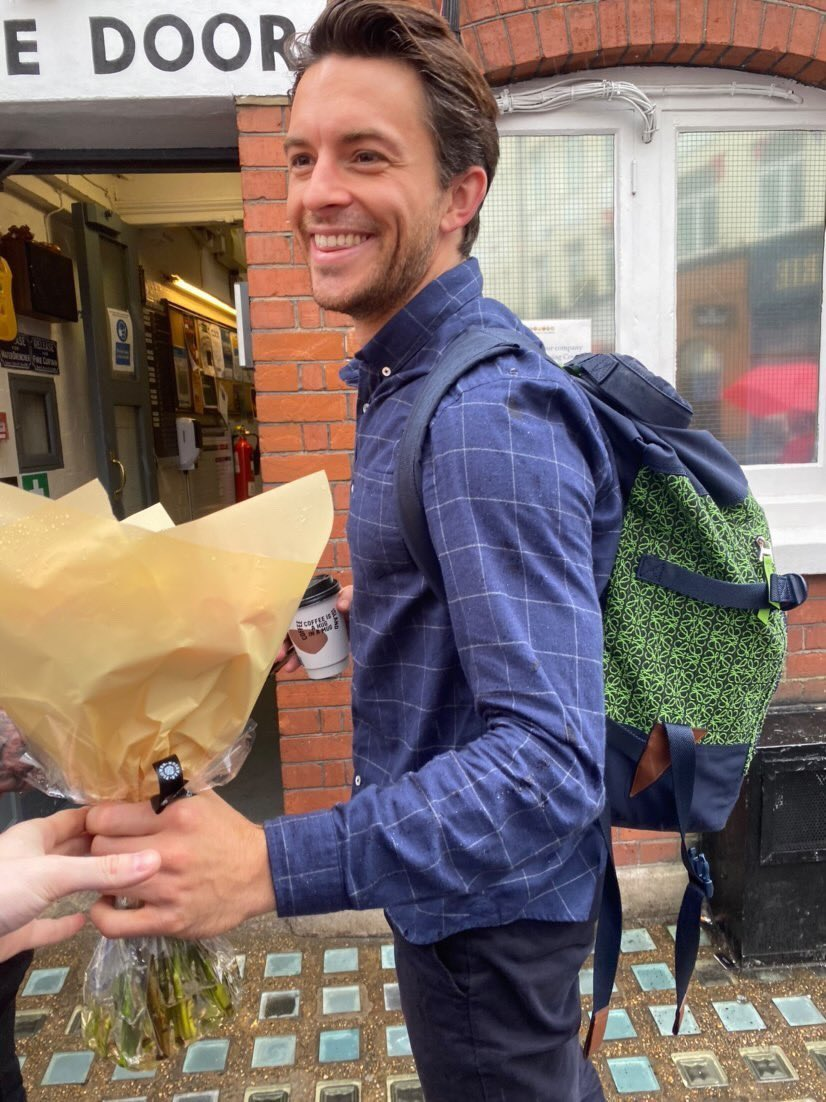
Bailey (2022)

### Filmy
- 1997: Bright Hair jako Ben Devenish (film telewizyjny)
- 1998: Po drugiej stronie lustra jako Lewis (film telewizyjny)
- 2003: Ferrari jako Alfredo „Dino” Ferrari (film telewizyjny)
- 2004: Pięcioro dzieci i „coś” jako Cyril
- 2007: Elizabeth: Złoty wiek jako dworzanin
- 2007: Dziewczyny z St. Trinian jako Caspar
- 2007: Permanent Vacation jako Max Bury
- 2014: Testament młodości jako Geoffrey Thurlow
- 2016: Młody Mesjasz jako Herod
- 2018: Na głęboką wodę jako Wheeler
- 2024: Wicked jako książę Fijero
- 2025: Jurassic World: Odrodzenie jako Henry Loomis
- 2025: Wicked: For Good jako książę Fijero

### Seriale
- 2001: Baddiel's Syndrome jako Josh
- 2011: Campus jako Flatpack
- 2011–2012: Leonardo jako Leonardo da Vinci
- 2012: Me and Mrs Jones jako Alfie Jones
- 2012: Groove High jako Tom Mason
- 2013–2015: Broadchurch jako Olly Stevens
- 2014: Doktor Who jako Psi
- 2014–2017: W1A jako Jack Patterson
- 2016: Jankes i dama jako Edward
- 2018: Tom Clancy’s Jack Ryan jako Lance Miller
- od 2020: Bridgertonowie jako lord Anthony Bridgerton
- 2023: Towarzysze podróży jako Timothy „Skippy” Laughlin
- 2024: Heartstopper jako Jack Maddox (gościnnie)

### Gry komputerowe
- 2014: Forza Horizon 2 jako Dan Williams
- 2015: Everybody’s Gone to the Rapture jako Rhys Shipley
- 2017: Final Fantasy XIV jako G'raha Tia / dodatkowe głosy
- 2019: Anthem jako Gunther / dodatkowe głosy